# Aeroporto Internacional General Heriberto Jara
O Aeroporto Internacional General Heriberto Jara  ou Aeropuerto Internacional de Veracruz , é um aeroporto localizado em Veracruz, Veracruz, México. Maneja o tráfego aéreo nacional e internacional da Região metropolitana de Veracruz e seus arrededores. 

## Instalações
- Número de portões: 6
- Posições de contato: 6
- Posições de passarelas de acesso: 5 (passarelas terrestres)
- Número de postos de reclamação de bagagem: 2 (1 nacional, 1 internacional)
- Aduana (Área de embarque)
- Taxis e aluguel de automóveis (Área de embarque)

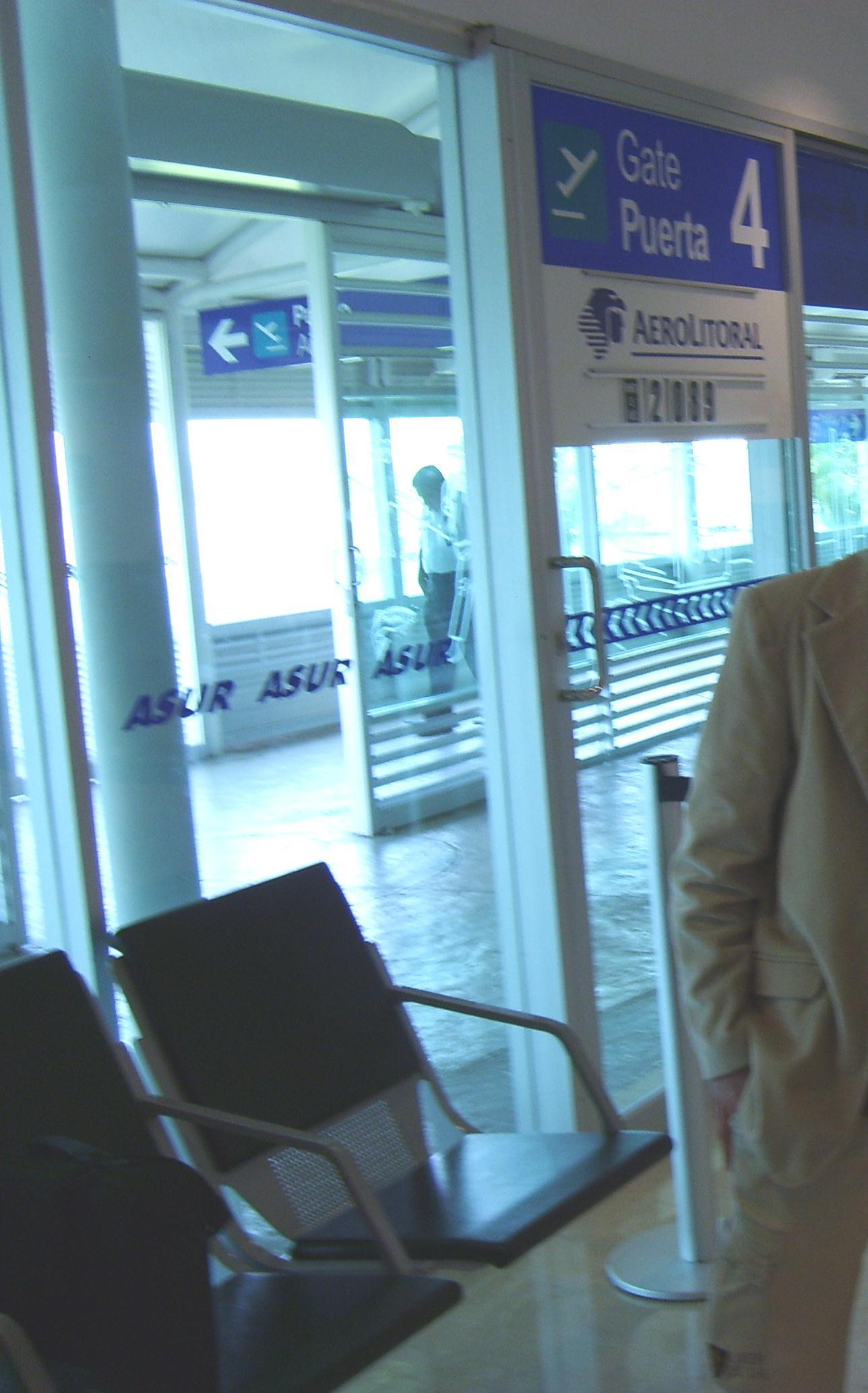
Portão 4.

- Estacionamento

## Linhas aéreas e Destinos
- Aeromar
  - Cidade do México / Aeroporto Internacional da Cidade do México

- Aeroméxico
  - Ciudad del Carmen / Aeroporto Internacional de Ciudad del Carmen
  - Cidade do México / Aeroporto Internacional da Cidade do México
  - Guadalajara / Aeroporto Internacional de Guadalajara
  - Mérida / Aeroporto Internacional Manuel Crescencio Rejón
  - Monterrey / Aeroporto Internacional Mariano Escobedo
  - Tampico / Aeroporto Internacional General Francisco Javier Mina
  - Villahermosa / Aeroporto Internacional Carlos Rovirosa Pérez

- Interjet
  - Cidade do México / Aeroporto Internacional da Cidade do México

- Viva Aerobus
  - Cancún / Aeroporto Internacional de Cancún
  - Guadalajara / Aeroporto Internacional de Guadalajara
  - Monterrey / Aeroporto Internacional Mariano Escobedo
  - Reynosa / Aeroporto Internacional General Lucio Blanco

- Continental Airlines
  - Houston / Aeroporto Intercontinental George Bush